# Francesc I d'Avaugour

Blasó de Francesc I (de Bretanya) d'Avaugour (1462-1510)

Francesc I d'Avaugour, nascut el 1462 i mort el 1510, fou comte de Vertus, comte de Goëlo, baró d'Avaugour i senyor de Clisson. Era fill il·legítim del duc de Bretanya Francesc II de Bretanya i de la seva amant Antoinette de Maignelais.

## Biografia
Fou el fundador de la segona casa d'Avaugour dels comtes de Goëllo i fou nomenat comtes de Vertus el 1485. Va renunciar davant els Estats de Bretanya als seus drets hipotètics al ducat en el moment de la crisi de successió de 1488- 1491.
Fou governador de Saint-Malo. Va acceptar el collaret de l'Orde de Sant Miquel del rei de França, i es va oposar al seu pare, sobretot en relació als conflictes al voltant de la personalitat del tresorer Pierre Landais i al final de la guerra boja.

### Descendència
Es va casar el 1492 amb Magdalena de Brosse, filla de Joan III de Brosse, comte de Penthièvre, del qual va tenir:
- un fill, mort al poc de néixer
- una filla, Anna, morta molt jove
- Francesc II d'Avaugour (1493 † 1517),[2] comte de Vertus i de Goëlo, baró d'Avaugour, senyor de Clisson